# Stollen (Gebäck)

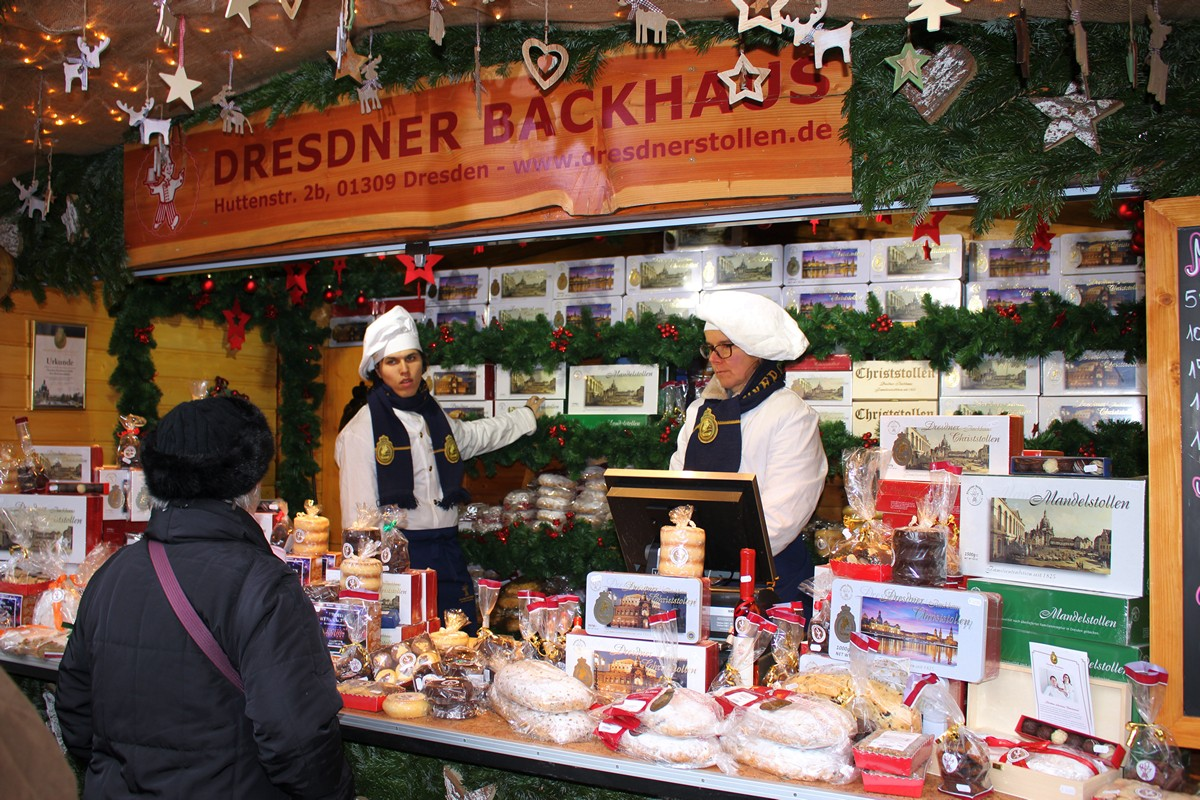
Stollenverkauf auf dem Dresdner Weihnachtsmarkt

Ein Stollen oder eine Stolle (von althochdeutsch stollo ‚Pfosten‘, ‚Stütze‘) ist ein brotförmiger Kuchen aus schwerem Hefe-Feinteig. Wertgebende Bestandteile sind Fett und Trockenfrüchte (oft Sultaninen) oder andere Füllungen wie etwa Marzipan oder Mohn. Allgemein werden Stollen ganzjährig hergestellt. Wenn man sie (wie traditionell überwiegend) in der Advents- und Weihnachtszeit herstellt oder verzehrt, bezeichnet man sie auch als Christstollen oder Weihnachtsstollen, ohne dass es prinzipiell Unterschiede in der Rezeptur gibt.

## Geschichte

### Naumburger Innungsprivileg 1329
Als ältestes schriftliches Vorkommen des Wortes Stollen für ein weihnachtliches Gebäck gilt die Erwähnung in einem Innungsprivileg des Naumburger Bischofs Heinrich I. von Grünberg für die Gründung der Bäckerinnung in der Stadt. In der Urkunde, die ursprünglich in lateinischer Sprache verfasst war, jedoch verschollen und nur noch in deutschen Übersetzungen erhalten ist, die vermutlich aus dem 16. Jahrhundert stammen, werden die Naumburger Bäcker neben mehreren in Geld zu zahlenden Abgaben auch zu einer Sachleistung verpflichtet, die folgendermaßen lautet:

„haben sie sich vnd yrn Nachkommlingen alle Jar ewiglichen […] an des heiligen Crist[us] Abende zwey lange weyssene Brothe, die man Stollen nennet, gemacht von eynem halben Scheffel Weysses vns vnd vnsern Nachkommlingen in unsern Hof gelobt haben verbunden zu geben und zu reichen.“

Demnach handelte es sich um zwei lange Weißbrote aus einem halben Scheffel Weizen (also 38,56 Liter, rund 25,7 Kilogramm), eine Rezeptur oder nähere Beschreibung ist in der Urkunde jedoch nicht enthalten. Im 14. Jahrhundert war dies eine luxuriöse Weihnachtsverpflegung, nach heutigen Maßstäben wären es zwar reichhaltige, aber schlichte Backwaren, die geringe Ähnlichkeit mit dem heutigen Stollen haben.

### Der Stollenkrieg von 1615
Nach Naumburg und Torgau gilt Siebenlehn als dritte historische Hochburg der Christstollen-Geschichte. Die Weißbäcker von Siebenlehn waren im Mittelalter weithin für ihren Stollen bekannt. Zu Beginn des 17. Jahrhunderts bekam jeder Ratsherr in Dresden zu Weihnachten zwei Stollen aus Siebenlehn überreicht. Die Meißner Bäcker wehrten sich im Jahr 1615 mit Brandfackeln gegen die unliebsame Konkurrenz aus Siebenlehn, was als „Stollenkrieg“ in die Geschichte des Gebäcks einging. Im Dreißigjährigen Krieg (1618 bis 1648) kam die Stollenrezeptur der Überlieferung nach in die kurfürstliche Residenz und zu den Dresdner Bäckern. Diese beschwerten sich im Jahr 1636 beim Kurfürsten, „daß die Bäcker zu Siebenlehn zur Weihnachtszeit gar große Fuder Backwerks nach Dresden brächten.“ Dieser erteilte den Dresdner Bäckern im Jahr 1648 ein Stollenmonopol. Fortan durften auswärtige Bäcker zur Zeit des Striezelmarktes nicht mehr in die Stadt Dresden hinein. Die Dresdner Bäcker erhielten zudem das Recht, mit ihrem feinen Backwerk den kurfürstlichen und später den königlichen Hof zu beliefern. Das Stollenmonopol im Jahr 1648 war somit eine wichtige Weichenstellung für den heutigen Erfolg der Dresdner Bäcker.

### Zeithainer Riesenstollen 1730
Ein früher Beleg für einen Stollen, der von der Grundrezeptur wohl dem heutigen Gebäck schon ähnlicher war, ist der große Kuchen, der auf dem Zeithainer Lustlager, einer prachtvollen Truppenschau Augusts des Starken, mit großem Aufwand produziert und am 29. Juni 1731 an die sächsischen Truppen verteilt wurde. Der etliche Meter lange Kuchen (je nach Quelle 13 Ellen lang oder größer) wurde von zeitgenössischen Berichterstattern als „Butter-Stollen“ oder „Striezel“ bezeichnet. Der Teig soll aus 18 Scheffeln Mehl, 82 Schock (4920) Eiern, 3 Tonnen Milch, 1 Tonne Hefe und 1 Tonne Butter zubereitet worden sein (vergleiche alte sächsische Maße); Zucker, Rosinen, Mandeln und Gewürze werden nicht erwähnt. Nach heutigem Maßstab wäre ein Gebäck mit diesen Zutatenverhältnissen bei weitem nicht gehaltreich genug für einen Stollen, doch darf man so einen Rekordkuchen nicht ohne weiteres als beispielhaft für die allgemeinen Backgewohnheiten der Zeit ansehen.

### Der Dresdner Stollen wird geschützt
Bei den Verhandlungen zur Deutschen Einheit in den Jahren 1989/1990 konnten die Vertreter der DDR erfolgreich durchsetzen, dass die zuvor bei allen Bäckern im deutschsprachigen Raum verbreitete Bezeichnung „Dresdner Stollen“ nur Bäckern im Raum Dresden erlaubt ist. Die Bezeichnungen „Dresdner Stollen“, „Dresdner Christstollen“ und „Dresdner Weihnachtsstollen“ wurden seit dem Jahr 1996 durch den Schutzverband Dresdner Stollen e. V. markenrechtlich geschützt, der die Interessen von rund 110 Bäckereien vertritt. Diesem Beispiel folgend, hat der Stollenverband Erzgebirge e. V. im Jahr 2011 die Marke „Erzgebirgischer Weihnachtsstollen“ schützen lassen. Im Jahr 2010 wurde der Dresdner Stollen auf Antrag Deutschlands auch als geschützte geographische Angabe (g. g. A.) nach europäischem Recht eingetragen. Den Dresdner Christstollen dürfen dabei nur etwa 120 Bäckereien und Konditoreien aus dem Raum Dresden nach ihrem traditionellen Rezept backen. Original Dresdner Stollen nach diesen Rezepturen erkennt man dabei am Siegel des Schutzverbandes Dresdner Stollen und der Angabe g. g. A.

## Definitionen
Je nach Region, Epoche und Tradition gibt es für den Stollen unterschiedliche Definitionen:
- Der Christstollen oder Weihnachtsstollen (genannt auch „Weihnachtssemmel“[8]) ist ein brotähnlicher („pfostenförmiger“[9]) Kuchen, der – dick mit Puderzucker bedeckt – an das gewickelte Christkind erinnern soll. Der Hefeteig besteht hauptsächlich aus viel Butter, Milch, Mehl, Ei, Gewürzen (Kardamom, Zimt) und Einlagen (Rosinen, Zitronat, Mandeln).[10]
- Das neue Küchenlexikon setzt den Dresdner Stollen als Synonym mit dem Stollen oder Christstollen gleich.[11]
- Gemäß dem Brockhaus ist der Stollen ein gehaltvolles, meist längliches und flach geformtes Gebäck aus süßem Hefeteig mit weiteren, je nach Tradition variierenden Zutaten, der meist mit Puderzucker bestreut oder mit einer Zuckerglasur überzogen wird.

## Beschreibung

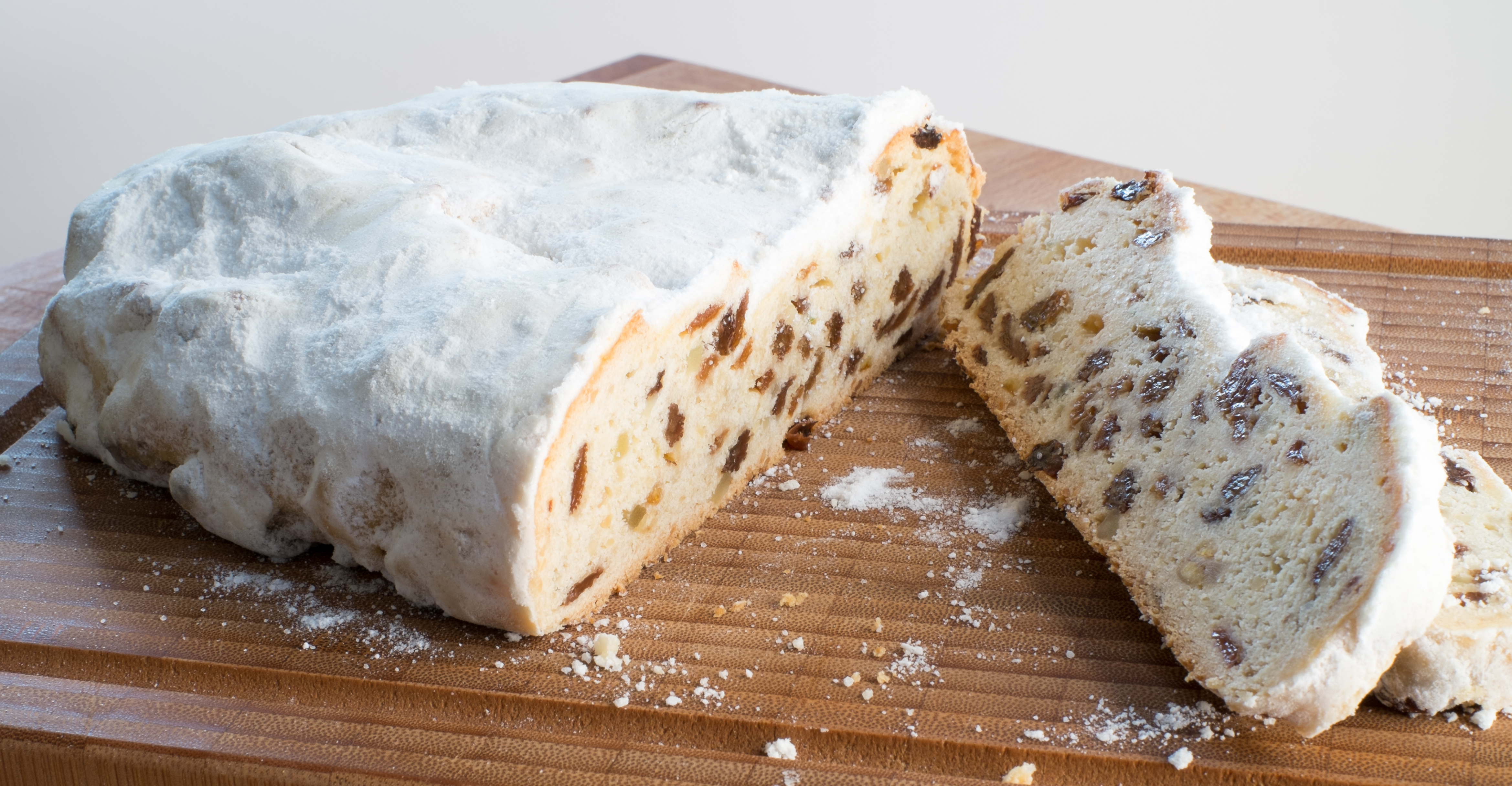
Angeschnittener Dresdner Christstollen

Stollen werden aus einem schweren, das heißt fettreichen und süßen Hefeteig gebacken, der auf 100 Teile Weizenmehl 30–60 Teile Fett, 10–20 Teile Zucker, 20–40 Teile Flüssigkeit, 6–10 Teile Hefe, 1–1,5 Teile Salz und 0–20 Teile Vollei enthält. Unter einem Stollen ohne weiteren Zusatz (wie etwa „Mohnstollen“) versteht man einen Rosinenstollen, der 60–100 Teile Sultaninen, 10–20 Teile Zitronat und Orangeat und 20–40 Teile Mandeln enthält; auch die Zugabe von bis zu 20 Teilen Marzipanrohmasse ist möglich.
Gemäß Deutschem Lebensmittelbuch enthalten Stollen auf 100 Teile Getreideerzeugnisse und/oder Stärken mindestens 30 Teile Butter oder die entsprechende Menge Milchfetterzeugnisse oder Margarine oder praktisch wasserfreier Fette und 60 Teile Sultaninen oder Korinthen, Citronat und Orangeat.
Im Gegensatz zu leichteren Hefeteigen ist beim Stollen indirekte Teigbereitung die Regel, bei einer relativ kurzen Vorteigführung von 30–60 min. bei 24–28 °C. Nach traditioneller Art wird der Laib geformt, indem der Teig zunächst langgewirkt, dann übergeschlagen und frei geschoben gebacken wird. Es ist jedoch auch möglich, den Längling in Formen, Kästen oder Hauben zu legen und so zu backen. Stollen backen nach knapper Stückgare bei fallender Ofentemperatur von 230–240 °C beim Anbacken bis zu einer Endtemperatur von 190 °C. Sollen sie nach dem Backen einen Überzug aus Zucker erhalten, bestreicht man die Laibe noch warm mit Fett und bestreut sie zunächst mit Kristall-, danach mit Puder- oder Dekorzucker.
Die meisten Stollen sind monatelang haltbar. Sie sind wenig anfällig für mikrobiellen Verderb, außer wenn sie mit relativ viel Flüssigkeit hergestellt oder kurz gebacken werden, um eine saftigere Krume zu erzielen. Bei langer Lagerung an der Luft besteht jedoch die Gefahr, dass das enthaltene oder aufgebrachte Fett ranzig wird; hiergegen hat sich die Verpackung unter Schutzgas bewährt. Mandelstollen und Mohnstollen jedoch sind auf keinen Fall lang haltbar. Ihre Verzehrfähigkeit liegt bei etwa 14 Tagen.

## Varianten

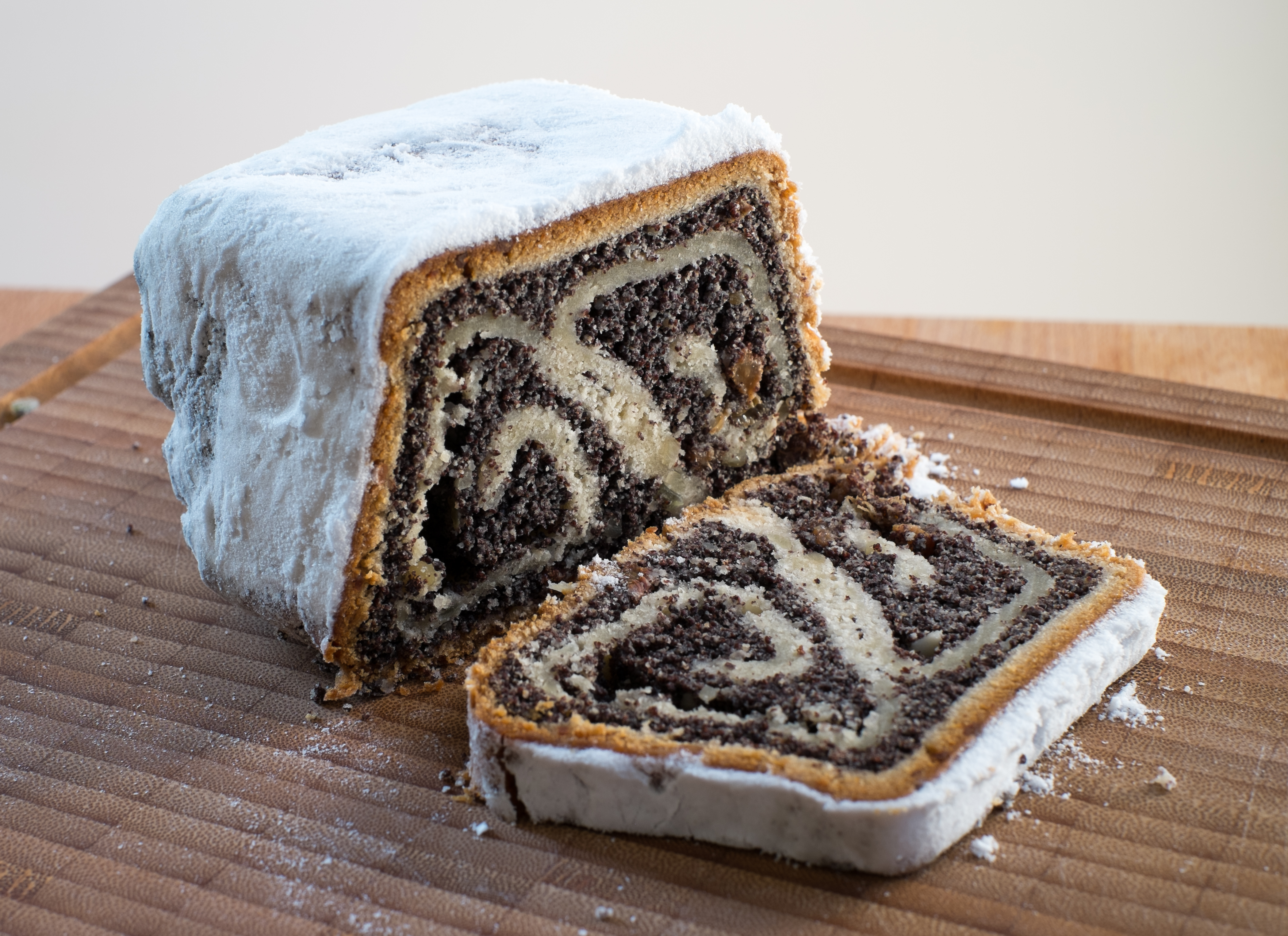
Mohnstollen

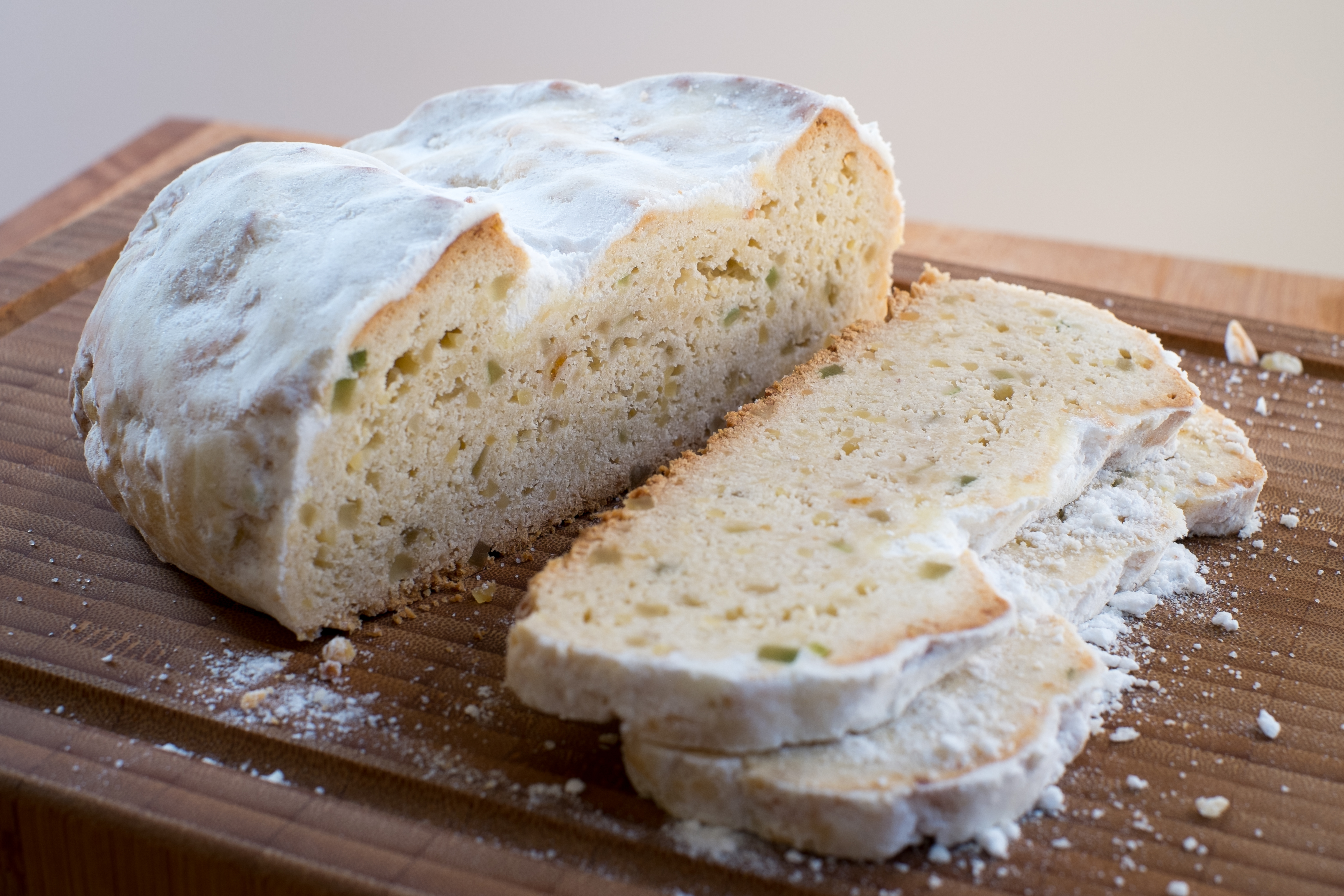
Mandelstollen

Gemäß dem Deutschen Lebensmittelbuch sind „Stollen“ ohne weiteren Zusatz stets Rosinenstollen. Sie enthalten auf 100 Teile Getreide- und Stärkeerzeugnisse 30 Teile Butter, Margarine oder andere Milchfette sowie 60 Teile Rosinen, Sultaninen oder Korinthen, Zitronat und Orangeat.
Von dieser Grundform des Stollens abgesehen kennen die Leitsätze des Lebensmittelbuches noch sechs weitere Varianten, für die zum Teil weitere Anforderungen gelten. Die Grundanforderung von 30 Teilen Fett gilt für alle bis auf Butterstollen (mindestens 40 Teile Butter) und Quarkstollen (mindestens 20 Teile Butter); Rosinen, Zitronat und Orangeat sind bei Marzipan-/Persipan-, Nuss- und Butterstollen üblich, ansonsten optional. (Für Nussstollen ist dieser Wortlaut des Lebensmittelbuchs lebensfremd, da Nussstollen eigentlich keine Rosinen enthält. Weder der Lebensmittelhandel noch die Fachliteratur folgen dieser Forderung.)

### Sorten
Die Anforderungen des Lebensmittelbuchs zu den einzelnen Sorten lauten wie folgt, stets bezogen auf 100 Teile Getreideerzeugnisse und/oder Stärken.
- Mandelstollen: mindestens 20 Teile Mandeln
- Marzipanstollen und Persipanstollen: mindestens 5 Prozent des Teiggewichtes an Marzipan- bzw. Persipanrohmasse
- Mohnstollen: mindestens 20 Teile Mohnsaat, üblicherweise zu einer Mohnfüllung verarbeitet
- Nussstollen: mindestens 20 Teile Nusskerne, ganz oder zerkleinert, üblicherweise zu einer Füllung verarbeitet
- Butterstollen: mindestens 40 Teile Butter oder die entsprechende Menge Butterreinfett und/oder Butterfett sowie mindestens 70 Teile Rosinen, Zitronat und Orangeat; maximal 10 Teile Trockenfrüchte können durch Mandeln und/oder eine entsprechende Menge Marzipanrohmasse ersetzt werden
- Quarkstollen: mindestens 40 Teile Speisequark, Frischkäse oder die entsprechende Menge Quarktrockenprodukte und mindestens 20 Teile Fett

### Dresdner Christstollen

Dresdner Stollen, Christ- und Weihnachtsstollen sind geschützte geografische Angaben gemäß Verordnung (EG) Nr. 628/2008 der Europäischen Kommission

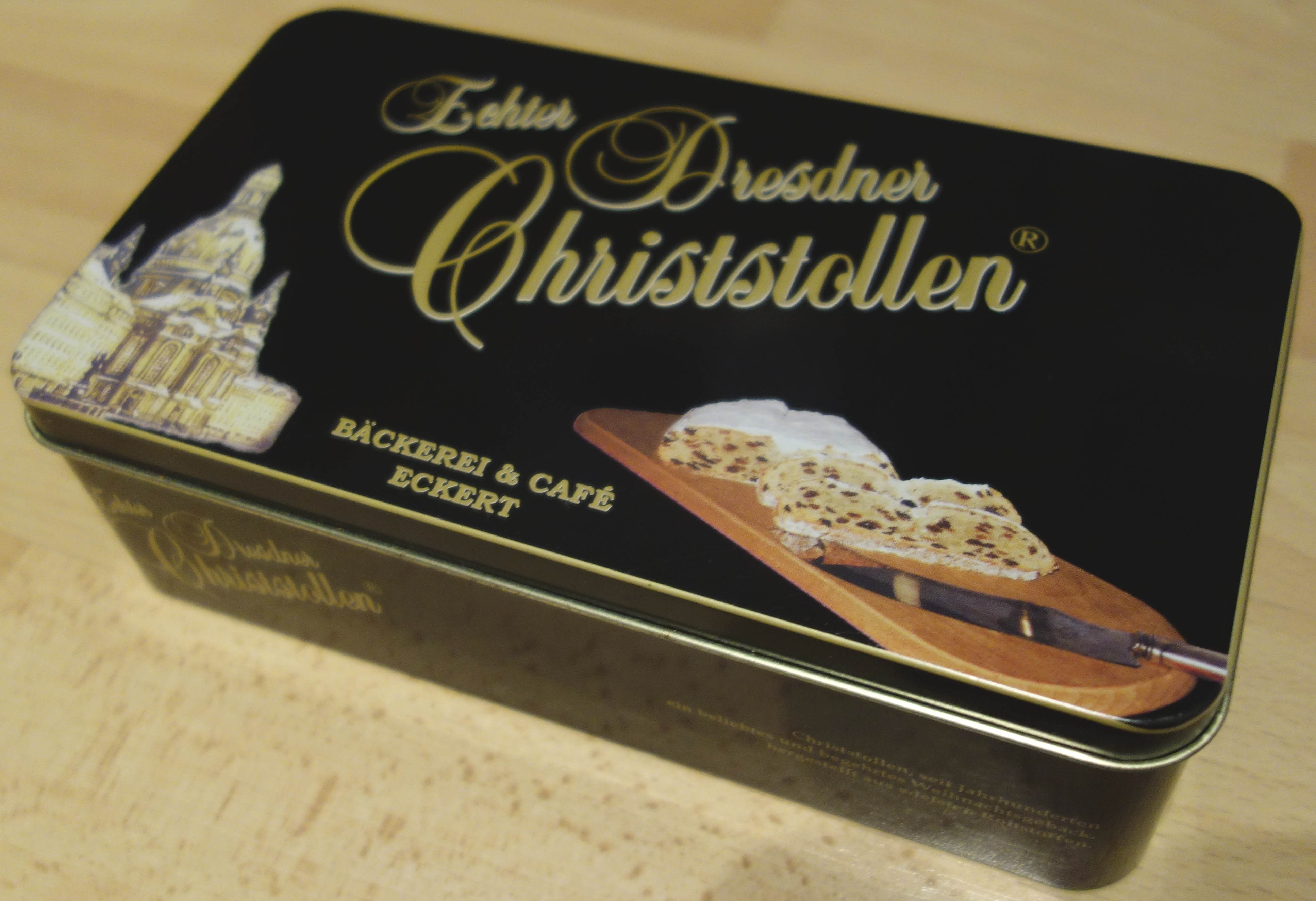
Dresdner Christstollendose

Dresdner Stollen ist ein besonders gehaltreicher Butter-Rosinen-Stollen. Die Bezeichnungen Dresdner Stollen, Dresdner Christstollen und Dresdner Weihnachtsstollen wurden im Jahr 2010 auf Antrag Deutschlands als geschützte geographische Angabe nach europäischem Recht eingetragen. Diese Bezeichnungen dürfen demgemäß nur Stollen tragen, die im Großraum Dresden hergestellt wurden, und zwar außer in Dresden selbst noch in den Ortschaften Moritzburg, Radebeul, Arnsdorf, Ottendorf-Okrilla, Radeburg, Coswig, Pirna, Wachau, Freital, Radeberg, Weinböhla und Heidenau. Gemäß der Produktspezifikation dürfen Dresdner Stollen nicht in Formen gebacken werden und müssen auf 100 Teile Mehl mindestens 50 Teile Butter, 65 Teile Sultaninen, 20 Teile Orangeat und/oder Zitronat und 15 Teile Mandeln enthalten, dagegen sind Margarine oder künstliche Konservierungsstoffe und Aromen nicht erlaubt. Außerdem werden bestimmte Anforderungen an die Beschriftung und Gestaltung der Verpackung gestellt.
Die drei genannten Bezeichnungen sind zugleich als Kollektivmarken beim Deutschen Patent- und Markenamt eingetragen. Inhaber der Marken und damit Träger der Markensatzung ist der Schutzverband „Dresdner Stollen“ e. V., in dem ca. 120 Hersteller aus Dresden und Umgebung zusammengeschlossen sind. Der Verband überwacht, dass die Marken nur für Stollen verwendet werden, die in dem betroffenen Gebiet hergestellt wurden und den Anforderungen entsprechen; außerdem veranstaltet er regelmäßig publikumswirksame „Stollenprüfungen“, wählt jedes Jahr ein „Stollenmädchen“ und betreibt anderweitig die Vermarktung von Dresdner Stollen.
Größter Hersteller von Dresdner Christstollen ist die Firma Dr. Quendt mit jährlich 1,6 Millionen Stollen (Angabe aus dem Jahr 2014).
Die Verwendung von Butter geht auf den 1491 von Papst Innozenz VIII. ausgestellten „Dresdner Butterbrief“ zurück.

## Stollenschilder

Stollenschilder der Familie Scharrmann aus Grimma, um 1980 im Museum Europäischer Kulturen.

Stollenschilder dienten beim Backen dem Markieren der Stollen beim Bäcker, die dieser aus dem von der Hausfrau vorbereiteten Teig bzw. von ihm aus den Zutaten nach ihrem Rezept gefertigt hatte. Das Abbacken der Stollen nach Familienrezept beim Bäcker war in Sachsen und Thüringen bis zur Wende in vielen Familien üblich. Da der Bäcker die Stollen mehrerer Familien gleichzeitig buk, wurden die Stollen nach dem Teigformen markiert, damit Verwechselungen ausgeschlossen waren. Die Schildchen wurden mitgebacken und erst zu Hause entfernt.

## Flüsterstollen

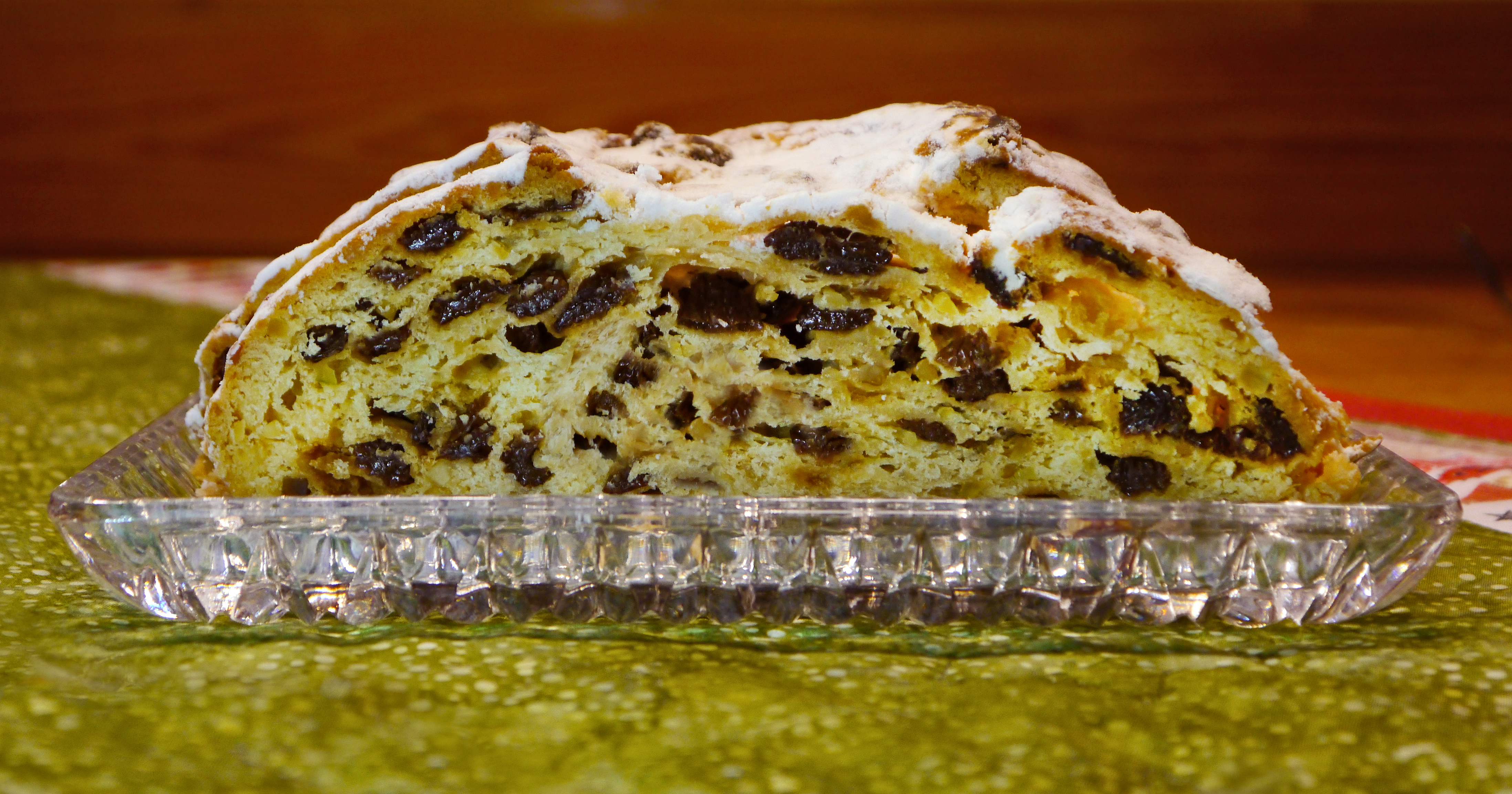
Rosinenstollen mit besonders vielen Rosinen

Ein Rosinenstollen mit besonders vielen Rosinen wird als Flüsterstollen bezeichnet: Die Rosinen liegen so dicht beieinander, dass sie miteinander flüstern könnten. Seit über 100 Jahren gibt es in Sachsen diesen Spitznamen für den besonders bei Kindern beliebten Stollen – im Gegensatz zum Schreistollen, der viel zu wenige Rosinen enthält und in Notzeiten gebacken wurde.

## Rezepte
- Friederike Ritter: Deutsches illustrirtes Kochbuch für alle Stände. 1857, S. 531